# Heart of Evil
Heart of Evil er en modifikation af det succesfulde computerspil, Half-Life. Spillet foregår under Vietnamkrigen i 1969. Det tager udgangspunkt i filmen Dommedag nu (Apocalypse Now), og følger i store stræk historien fra denne. En del elementer fra spillet og filmen Resident Evil er desuden tilføjet i form af bl.a zombier. Samtidig også det største sidespring fra den oprindelige historie i Dommedag nu

## Historie
Som spiller overtager man rollen som Captain Percy Freeman, en officer fra Special Forces, der er blevet udvalg til at myrde en mand ved navn Kaptajn Kurtz. Kaptajn Kurtz befinder sig langt inde i den vietnamesiske jungle. Hurtigt opdager man at noget er helt galt. Tingene tager en drejning til det værre, efter at ens mission er startet. Højtstående ledere ønsker af ukendte årsager én død, samtidig med at man til ens skræk opdager at nogen har vækket en ukendt race til live, i form af zombier og mutanter. Udøde væsener som dræber alt og alle på deres vej gennem junglen. Fanget mellem Vietcong, zombie-lignende væsener, og senere den amerikanske hær, begynder en kamp for overlevelse. Samtidig med at ens mission skal fuldføres.

## Ekstern henvisning
- Officiel hjemmeside Arkiveret 8. august 2008 hos  Wayback Machine

| computerspil | Spire Denne computerspilsrelaterede artikel er en spire som bør udbygges. Du er velkommen til at hjælpe Wikipedia ved at udvide den. |